# Anna Planetowa-Havlíčková
Anna Planetowa-Havlíčková (15. dubna 1892 České Budějovice – asi 1939 Varšava) byla česká novinářka a spisovatelka, pseudonym Jirka Květoň.

## Životopis
Některé zdroje chybně uvádějí datum narození 14. dubna. Rodiče Anny byli Václav Havlíček, krejčí v Českých Budějovicích (1859–1900) a Kateřina Havlíčková-Gregorová (1858–1927), svatbu měli 5. února 1883. Anna měla šest sourozenců, byli to: Julie Havlíčková-Gregorová (1882–1901), Rudolf Havlíček (1884–1916), Marie Havlíčková (1888–1894), Antonie Havlíčková (1890–1928), Václav Havlíček (1894–1976) sokolský pracovník, novinář a redaktor, Boleslav Havlíček (1897–1944) nakladatel a knihkupec.
Anna Planetowa-Havlíčková byla známá jako novinářka a spisovatelka. Po válce se vdala a odešla s manželem Planetou do Polska. Bydlela ve Varšavě, na adrese Žorawia 49-50.

## Dílo
- Manželé Veronálovic v Praze – Podolí: Knihovna Jezero, 1925